# Pangshura sylhetensis
Espèce
Synonymes
- Kachuga sylhetensis (Jerdon, 1870)

Statut de conservation UICN

 EN B1+2c : En danger
Statut CITES
Pangshura sylhetensis est une espèce de tortues de la famille des Geoemydidae.

## Répartition
Cette espèce se rencontre :
- en Inde dans les États d'Arunachal Pradesh, d'Assam, du Meghalaya, du Mizoram et du Nagaland;
- au Bangladesh.

## Publication originale
- Jerdon, 1870 : Notes on Indian Herpetology. Proceedings of the Asiatic Society of Bengal, vol. 1870, p. 66-85 (texte intégral).